# Ngựa Nordlandshest
Ngựa Nordlandshest / Lyngshest, còn được gọi là ngựa Northlands hay ngựa lùn Northlands là một giống ngựa có nguồn gốc từ Na Uy. Đây là giống ngựa có kích thước nhỏ nhất trong ba giống ngựa thuộc Na Uy. Giống ngựa này có nguồn gốc ở Lyngen nhưng được đặt tên là Nordlandshest vào năm 1968 bởi các nhà lai tạo trong khu vực này. Sự thay đổi tên đã gây tranh cãi sôi nổi bởi các nhà lai tạo ở Lyngen và các khu vực lân cận, nhưng sau đó đã đã đạt được thỏa thuận chung, và ngày nay tên chính thức của giống ngựa này mang tên cả hai địa danh: Nordlandshest và Lyngshest.

## Lịch sử
Tài liệu đầu tiên đề cập đến giống ngựa Nordlandshest/Lyngshest có từ năm 1898, tại Lyngseidet, Troms. Nhân giống có tổ chức bắt đầu vào những năm 1930, khi phần lớn số lượng cá thể của giống ngựa này sống ở các quận phía bắc Na Uy. Việc sinh sản đã được thiết lập lại một cách khắc nghiệt trong Thế chiến II, và giống ngựa này có nguy cơ tuyệt chủng vào những năm 1960. Vào những năm 2000, giống ngựa này không còn nguy cơ tuyệt chủng cấp tính, nhưng chương trình nhân giống của nó bị thách thức bởi vật liệu di truyền hạn chế và mong muốn loại trừ việc lai giống.
Hiện nạy chỉ còn lại khoảng 15-20 con ngựa thuộc giống này, chủ yếu là những con ngựa cái và chỉ có một con đực; Rimfakse, con ngựa mà mà tất cả Nordlandshest/Lyngshest ngày nay được thừa hưởng. Giống ngựa này đã được cứu nhờ những nỗ lực của những người như Christian Klefstad, người đã làm việc chăm chỉ để đưa giống ngựa trở lại, đi khắp miền bắc Na Uy để thu thập những con ngựa có nguồn gen tốt để gây giống. Đến năm 2005, khoảng 3000 con ngựa đã được đăng ký quốc gia và khoảng 200 ngựa con được sinh ra mỗi năm. Tính đến năm 2013, khoảng 2500 cá thể được báo cáo đã được đăng ký, với tỷ lệ sinh hàng năm khoảng 200. Số lượng đang giảm dần và giống ngựa này vẫn đang bị đe dọa.

## Đặc điểm giống
Nordlandshest / Lyngshest là một con ngựa nhỏ và mạnh mẽ với sự lái xe và háo hức để làm việc. Nó chắc chắn và rất mạnh so với kích thước của nó. Nó thường có một ít lôngtrên chân và mọc một chiếc áo khoác mùa đông nặng nề.  Chiều cao của nó ở phần héo thay đổi trong khoảng 12,1 đến 14,1  tay (49 và 57 inch, 124 và 145 cm), với hầu hết các con ngựa rơi trong khoảng từ 12,3 đến 13,3  tay (51 đến 55 inch, 130 đến 140 cm). Đối với các con ngựa được cung cấp cho studbook, đạt được chiều cao đó ở ba tuổi là mong muốn nhưng không cần thiết.
Nordlandshest / Lyngshest nên có hình dạngcân đối và xây dựng mạnh mẽ, lâu dài, với sức sống và khí chất tốt. Đầu phải khô và cân đối với cơ thể và cổ. Cổ có xu hướng không được tinh chỉnh trong hình dạng, nhưng nên được thiết lập tốt, và không được cổ ewe hoặc quá dày ở cổ họng. Các trở lại và đặc biệt là thănnên nổi cơ bắp. Các mông và đùi nên có góc tốt và được nổi cơ bắp. Các nhóm có thể hơi dốc. Chân trước của ngựa phải được vạm vỡ với bộ ngực rộng và sâu. Chân phải khô và đặt chính xác với xương ngắn, phẳng. Chân mạnh mẽ, khỏe mạnh và móng guốc chất lượng tốt là điển hình cho giống chó này.
Các dáng đi phải trơn tru, chính xác và nhanh nhẹn với khả năng vượt qua tốt. Nhấn mạnh được đặt trên hành động hock tốt trong tất cả các dáng đi. Các trot nên tràn đầy năng lượng và bao phủ mặt đất với hệ thống treo tốt. Các phi nước đại nên nhẹ nhàng với nhịp điệu tốt.
Màu sắc áo, tiêu chuẩn giống cho phép những điều sau đây: hạt dẻ, vịnh, đen, Palomino, da hoẳng thuộc, bạc lốm đốm vịnh, bạc lốm đốm đen, bạc lốm đốm da hoẳng thuộc, và xám. Giữ lại sự đa dạng của màu lông là mong muốn. BEC / cá nhân kem mắt xanh có thể không được chấp nhận trong studbook. Ngôi sao và ngọn lửa là những dấu hiệu phổ biến, nhưng những vệt sáng kéo dài đến vùng mắt, mặt hói và vớ đạt hoặc vượt quá 1/3 khẩu pháo trên hai chân sau không được khuyến khích. Đôi mắt xanh, những vệt trắng trên cơ thể và "trắng chạm vào da chân trước"  là những lỗi không đủ tiêu chuẩn.

## Sử dụng
Trong suốt lịch sử của mình, Nordlandshest / Lyngshest rất linh hoạt, với các mục đích sử dụng bao gồm công việc đồng áng và vận chuyển ngựa. Ngày nay nó được ưa chuộng như một thú cưng trong gia đình do sức mạnh tương đối của nó, và sự phù hợp của nó cho cả cưỡi và lái xe. Nhờ sức mạnh và sức chịu đựng của nó, giống chó này phù hợp để cưỡi trên đường mòn và phục vụ như packhorse. Dáng đi mượt mà của nó làm cho nó phù hợp cho cưỡi trị liệu. Nó cũng được sử dụng cho đua xe khai thác cơ sở, ăn mặc và nhảy, do sự táo bạo tự nhiên và bản năng cạnh tranh phát triển tốt kết hợp với bản chất sẵn sàng và hợp tác.